# Трисвинецпентастронций
Трисвинецпентастронций — бинарное неорганическое соединение
свинца и стронция
с формулой Sr5Pb3,
кристаллы.

## Получение
- Сплавление стехиометрических количеств чистых веществ:

{\displaystyle {\mathsf {3Pb+5Sr\ {\xrightarrow {1054^{o}C}}\ Sr_{5}Pb_{3}}}}

## Физические свойства
Трисвинецпентастронций образует кристаллы
тетрагональной сингонии, пространственная группа I 4/mcm, параметры ячейки a = 0,867 нм, c = 1,594 нм, Z = 4,
структура типа триборида пентахрома Cr5Si3
.
Соединение образуется по перитектической реакции при температуре 1054°C .